# Nuovo Ponte Darnyc'kyj

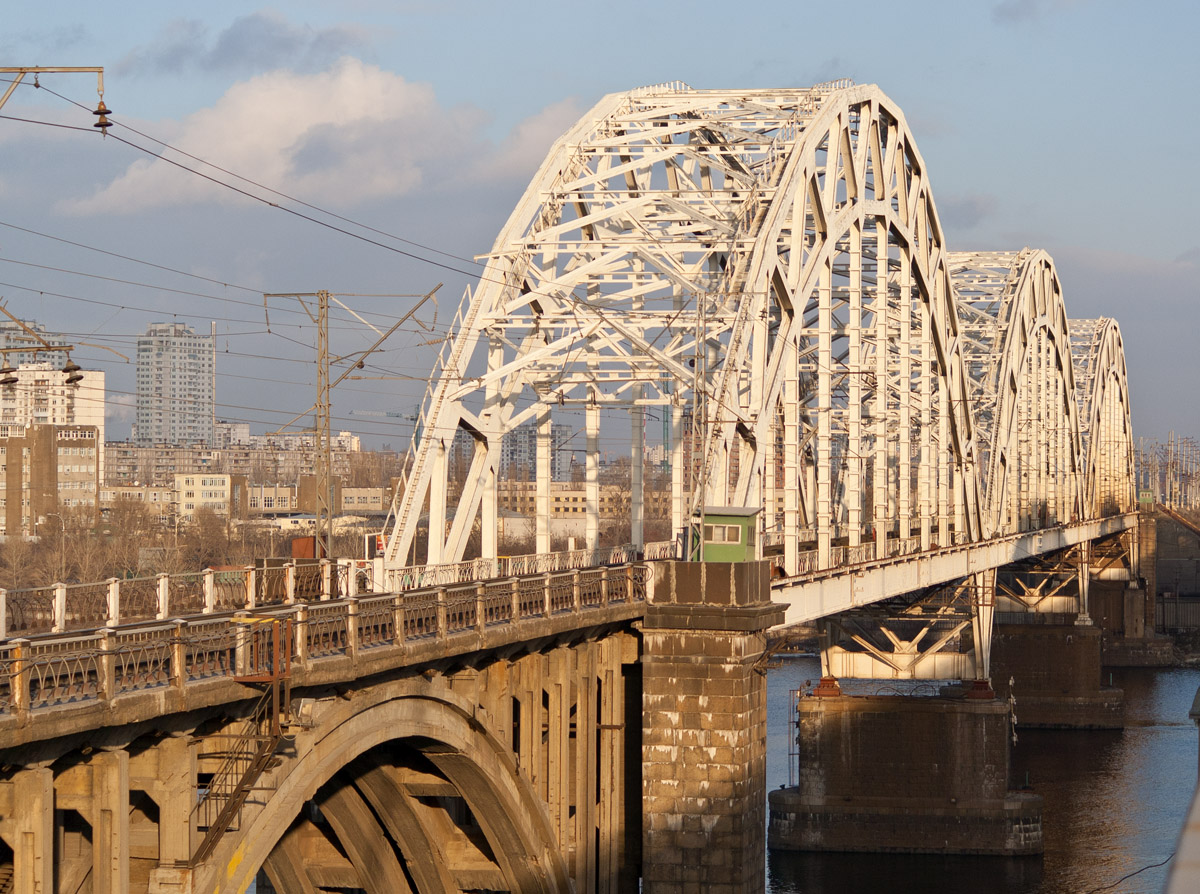
Il Ponte ferroviario Darnyc'kyj, costruito tra il 1946 e il 1959

Il Nuovo Ponte Darnyc'kyj (in ucraino Новий Дарницький міст?, Novyj Darnyc'kyj mist) è un complesso formato da due ponti carrabili e ferroviari che attraversa il fiume Dnepr a Kiev, capitale dell'Ucraina. Il più vecchio dei due ponti, chiamato propriamente Ponte ferroviario Darnyc'kyj, fu costruito nella seconda metà del anni 1940 mentre il ponte più recente, realizzato tra il 2004 e il 2011 è chiamato ufficialmente Ponte ferroviario automobilistico che attraversa il fiume Dnepr a Kiev (in ucraino Залізнично-автомобільний перехід у м. Києві?, Zaliznyčno-avtomobil'nyj perechid u m. Kyjevi), ma il complesso è comunemente chiamato semplicemente Ponte Darnyc'kyj o Nuovo Ponte Darnyc'kyj, considerando di fatto il complesso come un unico ponte.

## Storia
Un primo ponte ferroviario in acciaio in questo punto del fiume Dnepr, conosciuto come Ponte ferroviario Struve, fu costruito tra il 1868 e il 1870 su progetto e supervisione dell'ingegnere militare russo di origine tedesca Amand Struve. Il ponte comprendeva un unico binario ferroviario ed era composto da 11 piloni e 12 campate di 89 metri ciascuna, raggiungendo una lunghezza totale di circa 1068 metri, e al momento della sua realizzazione era il più lungo ponte ferroviario al mondo. I piloni furono realizzati con l'allora innovativa tecnica della fondazione pneumatica.

Nel giugno del 1920, durante la guerra sovietico-polacca, il ponte di Struve fu danneggiato dalle truppe polacche che si stavano ritirando, ma fu rapidamente riparato entro il settembre dello stesso anno. Nel settembre 1941 il ponte venne nuovamente distrutto dalle truppe sovietiche durante la Seconda guerra mondiale. In seguito fu ricostruito dai tedeschi che occupavano la città, ma venne completamente distrutto dai soldati nazisti durante la loro ritirata da Kiev agli inizia di novembre 1943. Fu quindi realizzato al suo posto un ponte ferroviario temporaneo.
L'attuale Ponte ferroviario Darnyc'kyj è stato costruito alcune decine di metri più a sud dell'originale ponte di Struve, del quale sono ancora visibili i resti di alcuni dei piloni. Il nuovo ponte ferroviario fu costruito tra il 1946 e il 1950 e comprende due binari ferroviari, uno per senso di marcia. La parte in prossimità dell'argine sinistro del fiume è formata da tre grandi campate di circa 106 metri l'una sormontate da arcate in capriata metallica, al di sotto delle quali è possibile la navigazione delle imbarcazioni lungo il fiume. La parte verso l'argine destro è costituita da dodici archi in cemento armato di minore ampiezza (circa 53 metri ciascuno).

## Il ponte ferroviario automobilistico del 2004
A partire dal 2004 è stato realizzato un nuovo ponte situato circa 50 metri a sud del ponte ferroviario. Tale ponte è talvolta soprannominato Ponte Kirpa dal nome di Heorhij Kirpa, Direttore Generale di Ukrzaliznycja, la società statale che detiene il monopolio delle ferrovie ucraine, tra il 2000 e il 2004 e Ministro dei Trasporti ucraino tra il 2002 e il 2004, principale sostenitore della sua realizzazione.
La nuova struttura comprende sei corsie automobilistiche - tre per senso di marcia - e due binari ferroviari e è stato stimato che possa gestire un traffico di 60.000 veicoli e 120 coppie di treni al giorno, riducendo notevolmente il traffico automobilistico sugli altri ponti della città.
Il 7 marzo 2010 è stato effettuato il primo test di transito di treni elettrici e il 27 settembre dello stesso anno è stato ufficialmente inaugurato il primo segmento di traffico ferroviario. Il traffico stradale e ferroviario è diventato totalmente operativo a partire dal 31 marzo 2011.
Il ponte ha una lunghezza complessiva di quasi 1100 metri. Analogamente all'adiacente ponte ferroviario, in corrispondenza dell'argine sinistro del fiume sono presenti tre grandi campate ad arco di tipo bowstring, al di sotto delle quali è possibile la navigazione fluviale, mentre la parte di destra poggia su una serie di piloni in cemento armato che formano campate di minore ampiezza. Al 2011 la costruzione è costata più di 1,5 miliardi di grivnie ucraine, pari a oltre 700 milioni di dollari americani.

## Media
Nell'autunno 2018 vi è stato girato il video musicale di Mark Ronson freat. Miley Cyrusː Nothing Breaks like a Heart. 
Il ponte viene raffigurato in alcune scene della serie Servitore del popolo, con protagonista Volodymyr Zelens'kyj.

## Galleria d'immagini

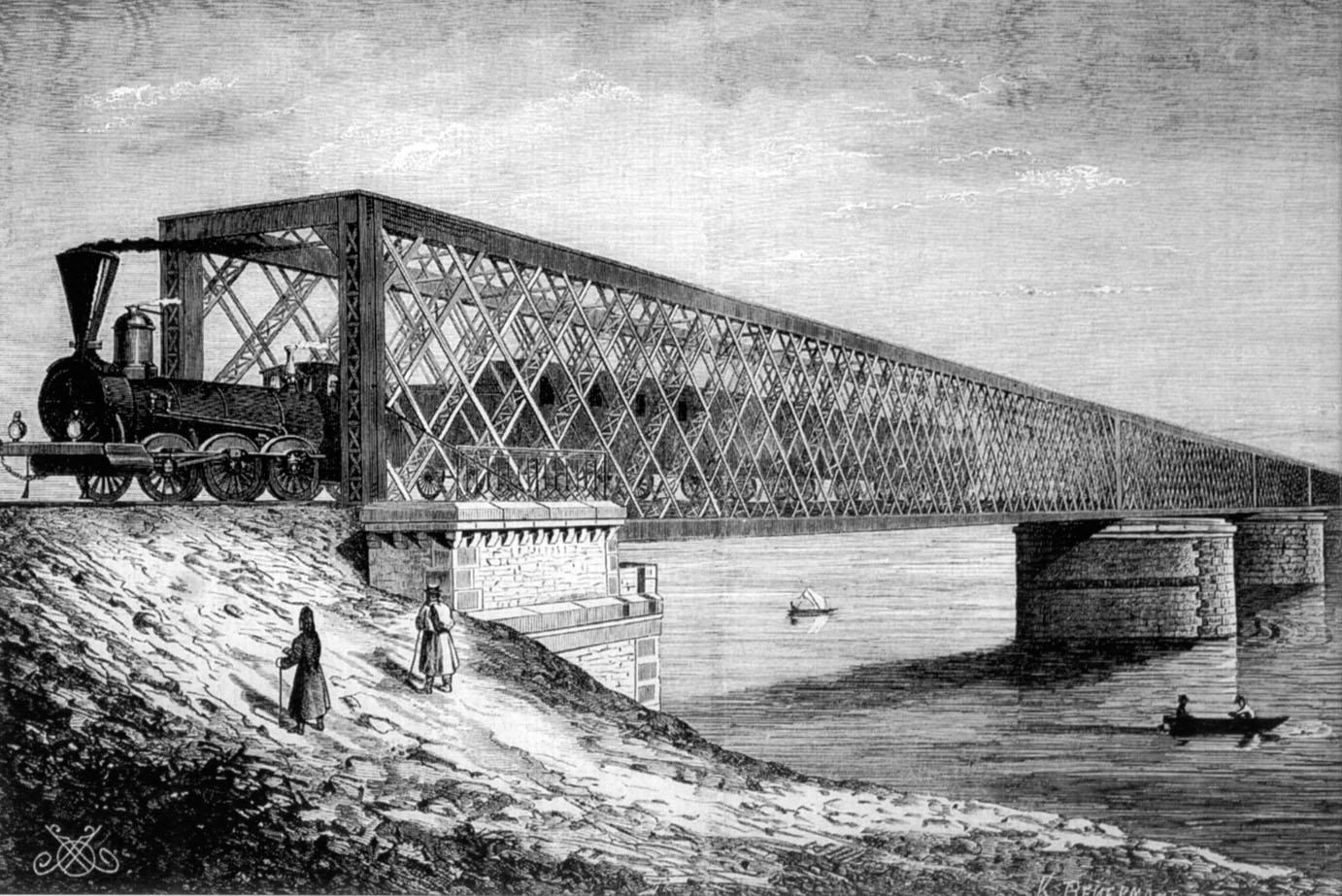
Il Ponte ferroviario Struve del 1870
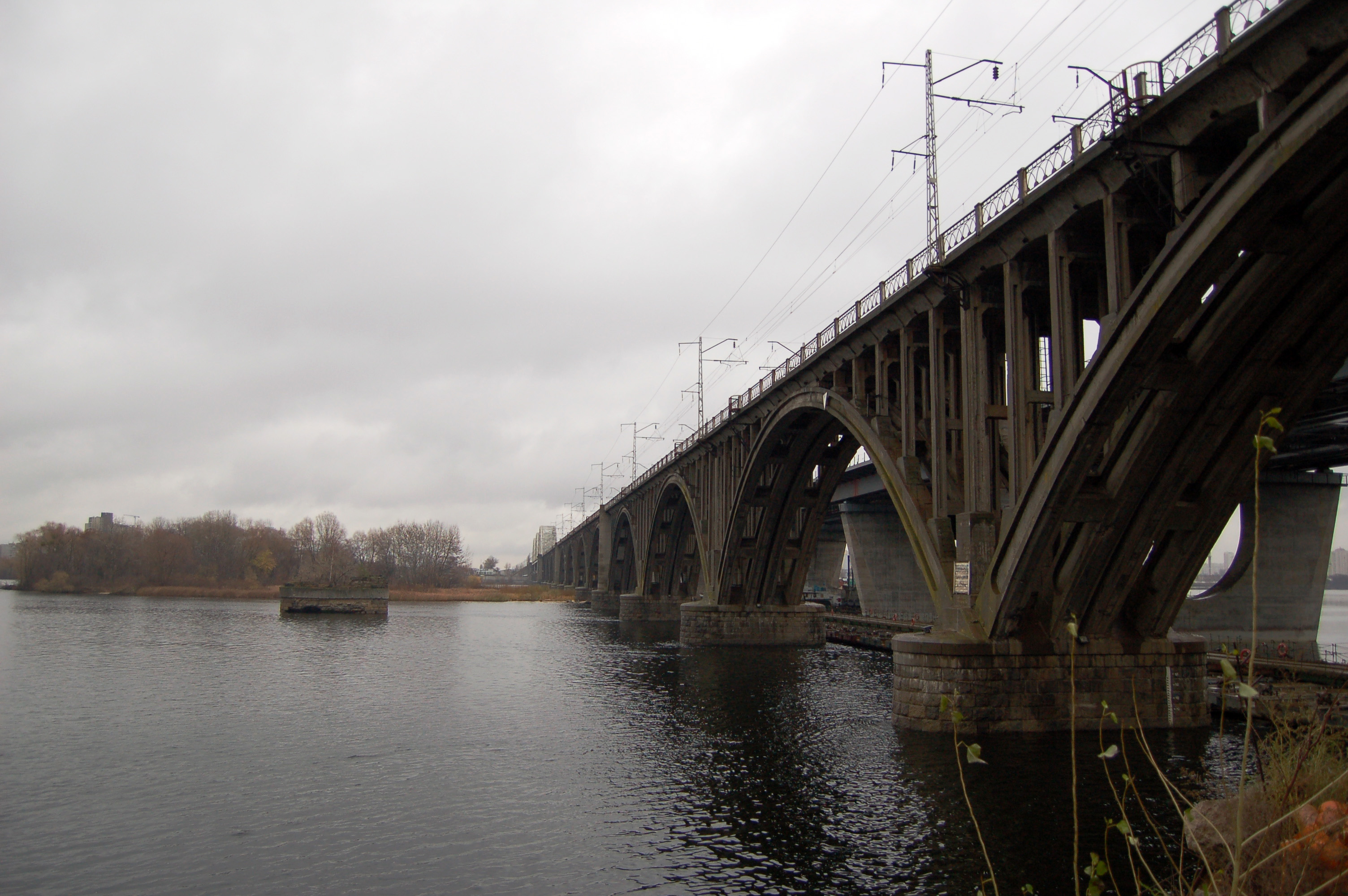
Resti di uno dei piloni del Ponte ferroviario Struve a fianco del Ponte ferroviario Darnytskyi del 1946
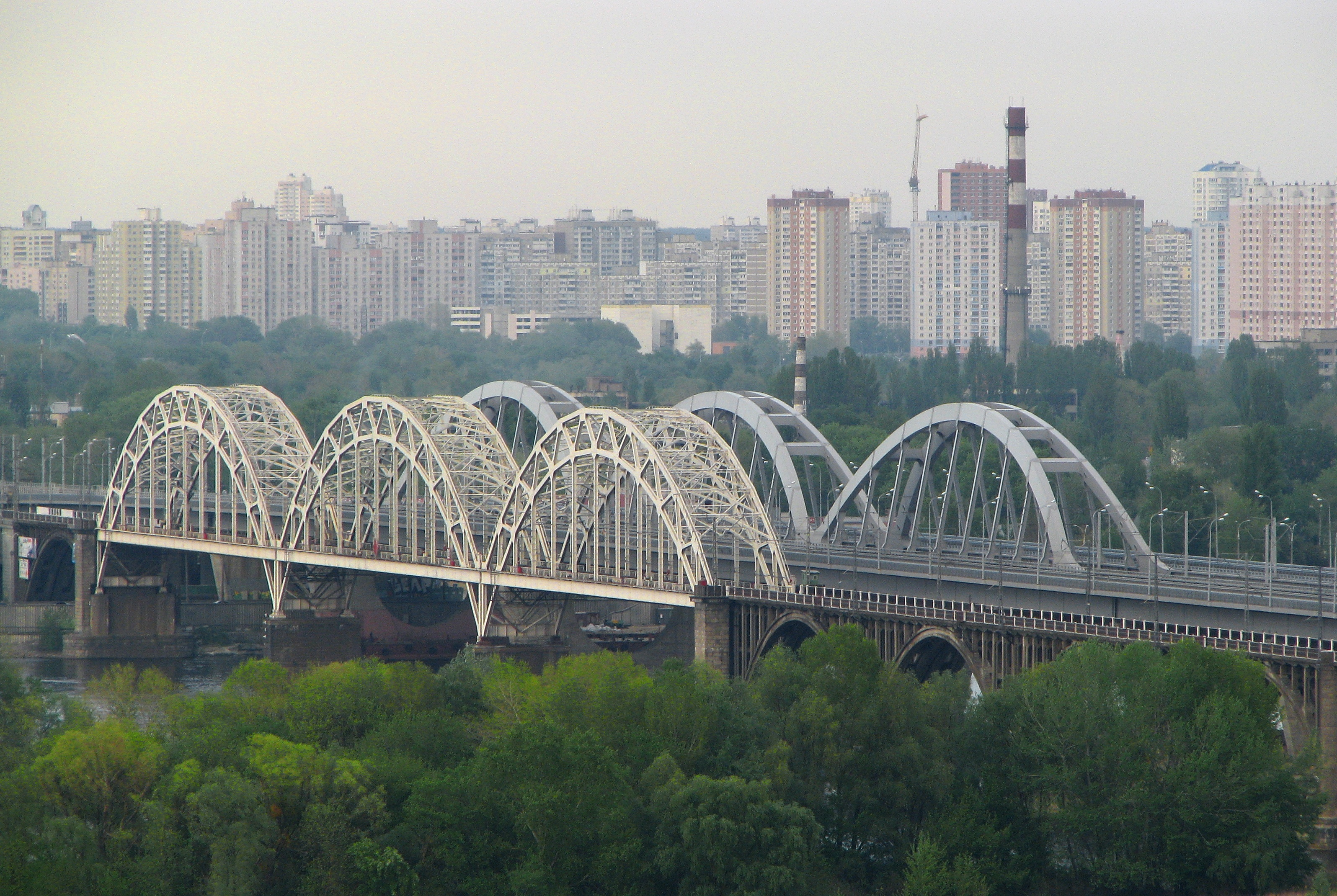
Il ponte del 1946 (sulla sinistra) e il ponte del 2004 (sulla destra)
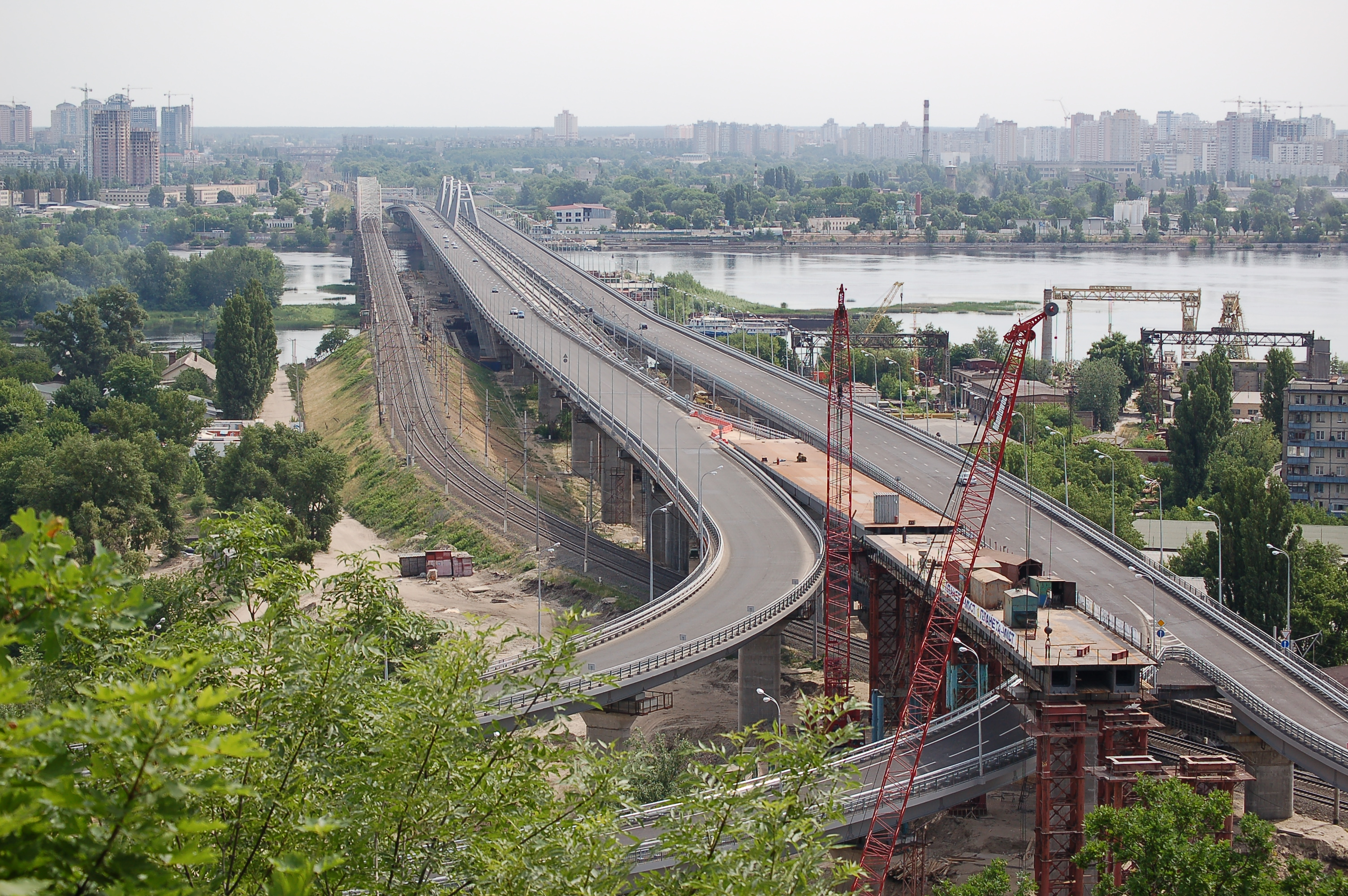
L'ingresso del Ponte Darnytskyi